# Криминска чешма
Криминската чешма (на гръцки: Βρύση Κριμηνίου) е историческа чешма в населишкото село Кримини, Гърция.
Чешмата е разположена на централния площад на селото до църквата „Свети Евстатий“. Покрита е с балдахин с купол. Изградена е в 1898 година от калфа Константинос Хадзиделивос, за което свидетелства османски надпис на красиво орнаментирана мраморна плоча. Под него има надпис на гръци език:
| „ | ΑΥΤΗ Η ΒΡΥΣΙΣ ΕΚΤΙΣΘΗ ΚΑΙ ΤΟ ΝΕΡΟ ΕΦΕΡΘΗ ΔΙΑΦΙΕΡΩΣΙΝ ΤΗΣ ΠΑΤΡΙΔΟΣ ΥΠΟ ΤΟΥ ΚΩΝΣΤΑΝΤΙΝΟΥ Χ. ΔΕΛΙΒΟΥ ΚΑΛΦΑ ΑΥΓΟΥΣΤΟΥ 8 1898 | “ |